# Вронденски пролом
Вронденският пролом (на гръцки: Φαράγγι Παλιάς Βροντούς) е красив пролом в Егейска Македония, Северна Гърция.

## Описание
Проломът е разположен на изхода на река Порос (Папа Рема) от Олимп, близо до руините на село Палеа Вронду. Ждрелото на Порос има посока североизток – югозапад и е дълго 5,5 km до местността Катранария. Започва от около 800 m надморска височина и слиза 400 m. На изхода на пролома доминира малката църква „Света Троица“, построена на отвесна скала над потока, която е всичко, което е останало от едноименния манастир от XVI век. По името на тази църква ждрелото се нарича и Пролом на Света Троица, а по името на друг параклис – Пролом на Светите Архангели.
На много места минаването през пролома е доста трудно, тъй като има малки водопади и езера и само изследователи с подходяща екипировка могат да го преминат. Ждрелото се характеризира с впечатляващите скални образувания. В околностите има множество пещери – Пентастомо, Килията на Маро, Цапурния, Полето на Сакис, Кстения, Кутра.
Над ждрелото върви пътеката, наречена „Пътят на разбойника“, която започва от заслона Креватия на 1008 m, минава покрай потока при местността Катранария, през местността Папа Алони и свършва след 3 часа в легендарната местност Клефтовриси, където в 1925 година е убит прочутият разбойник Фотис Янкулас след дълга битка.
Проломът е покрит с гъста крайречна гора с върби, чинари, елши, кленове, дъбове, явори, хвойни, пърнари и червени кестени, а малко по-високо има гори от черен бор. Срещат се десетки изключително редки и ендемични цветя: амалиевата кандилка (Aquilegia ottonis-amaliae), хелдрейховата янкея (Jankaea heldreichii), Pinguicula crystallina hirtiflora, Allium heldreichii, елвезиевото кокиче (Galanthus elwesii), орската тинтява (Gentiana asclepiadea), лилията халцедонски крем (Lilium chalcedonicum), обикновеното киселиче (Oxalis acetosella), алпийската шипка (Rosa pendulina) и Scutellaria rupestris olympica. Други горски видове са еленовата камбанка (Campanula cervicaria), белият равнец (Achillea millefolium), красивият воловодец (Orobanche gracilis), отвореният конски босилек (Salvia ringens), тесновенечният карамфил (Dianthus stenopetalus), дългоцветната лазаркиня (Asperula aristata nestia), планинският миризлив бурен (Sideritis montana), неразклоненият вечерник (Anthericum liliago), обикновеният блатняк (Caltha palustris), райхенбаховата перуника (Iris reichenbachii), гарганската мъртва коприва (Lamium garganicum striatum), луковата тлъстига (Sedum cepaea), Silene parnassica dionysii, горската теменуга (Viola riviniana) и орхидеите блатен дремник (Epipactis palustris), червенокафяв дремник (Epipactis atrorubens), овален тайник (Neottia ovata), зеленоцветна кукувича опашка (Platanthera chlorantha), дългорога гимнадения (Gymnadenia conopsea), торбест дланокоренник (Dactylorhiza saccifera), шпицелов салеп (Orchis spitzelii), бледен салеп (Orchis pallens) и други.